# Alexij (Ovsjannikov)
Alexij (světským jménem: Olexandr Olexandrovyč Ovsjannikov; * 23. listopadu 1973, Studenok) je ukrajinský duchovní Ruské pravoslavné církve a biskup džankojský a razdolněnský.

## Život
Narodil se 23. listopadu 1973 ve vesnici Studenok v Izjumském rajónu Charkovské oblasti. Roku 1991 dokončil střední školu.
Roku 1992 vstoupil do Kyjevskopečerské lávry, byl postřižen na rjasofora a rukopoložen na hierodiakona. V letech 1993–1994 byl součástí kléru doněcké eparchie.
Roku 1993 byl rukopoložen na jeromonacha a 26. srpna postřižen na monacha se jménem Olexij na počest svatého Alexije Kyjevského. O rok později přešel do kléru žytomyrské eparchie. Zde se stal vedoucím eparchiální kanceláře a sekretářem správce eparchie. Roku 1995 byl jmenován blagočinným Žytomyrského městského okruhu a povýšen na igumena. Roku 1996 se stal sekretářem eparchie.
Roku 1997 byl povýšen na archimandritu.
Od roku 2001 byl představeným chrámu Pokrova přesvaté Bohorodice v Žytomyru.
Roku 2004 dokončil studium na Kyjevské duchovní akademii.
Dne 24. listopadu 2008 byl jmenován předsedou eparchiálního soudu.
Dne 27. prosince 2021 jej Archijerejský synod Ukrajinské pravoslavné církve zvolil biskupem džankojským a razdolněnský. Dne 1. ledna 2022 byl během celonočního bdění v Kyjevskopečerské lávře oficiálně jmenován biskupem. O den později proběhla v chrámu svatých Antonia a Feodosija Pečerských jeho biskupská chirotonie. Světiteli byli metropolita kyjevský a celé Ukrajiny Onufrij (Berezovskyj), metropolita vyšhorodský a černobylský Pavlo (Lebiď), metropolita boryspilský a brovarský Antonij (Pakanyč), metropolita žytomyrský a novohrad-volynský Nykodym (Gorenko), arcibiskup Gurij (Kuzmenko), biskup irpinský Lavr (Berezovskyj), biskup borodjanský Mark (Andrjuk) a biskup byšivský Kyrylo (Bilan).
Dne 7. června 2022 byla rozhodnutím Svatého synodu Ruské pravoslavné církve přijata džankojská eparchie do přímé kanonické podřízenosti moskevského patriarchy a Svatého synodu.
Dne 1. prosince byl v rámci Ruské invaze na Ukrajinu zařazen na sankční seznam Ukrajiny s blokováním majetku, omezením obchodních operací, blokováním stažení kapitálu ze země a odebráním státních vyznamenání Ukrajiny.